# Clan Kira
Il clan Kira (吉良氏?, Kira-shi) fu un clan del Giappone medievale discendente dall'Imperatore Seiwa (850–881), e ramo cadetto della famiglia Ashikaga attraverso lo Seiwa Genji.
Ashikaga Mitsuuji, nipote di Ashikaga Yoshiuji (1189-1254) fu il primo a prendere il nome Kira. 
Kira Mitsusada si schierò prima con il suo parente Ashikaga Takauji (1305–1358), il primo shōgun Ashikaga, poi passò alla dinastia meridionale. Fu sconfitto da Hatakeyama Kunikiyo (1360) e divenne servitore degli Ashikaga. 
Tuttavia i Kira della provincia di Mikawa furono un ramo secondario del clan Minamoto, non ebbero mai alcun controllo di nessuna provincia dal periodo Kamakura fino al periodo Sengoku, e nemmeno il controllo di domini importanti e quindi di vero potere, rispetto ad altre grandi famiglie dello Seiwa Genji.
Durante il periodo Tokugawa, divennero kōke, carica al di sotto del daimyō. I Kira di Mikawa sono famosi per Kira Yoshinaka e la vendetta dei quarantasette ronin.

## Ramo Tosa
I Kira della provincia di Tosa secondo alcune fonti discendevano dal clan Taira, (mentre altre suggeriscono lo Seiwa Genji) e durante il periodo Muromachi governavano il distretto di Agawa. Nel 1508, dopo il ritiro del clan Hosokawa dall'isola di Shikoku, parteciparono alla caduta di Chōsokabe Kanetsugu. Il ramo principale venne sconfitto ed estinto dal clan Motoyama, ma alcuni superstiti ripresero il nome e divennero servitori successivamente del clan Chōsokabe, aiutandoli a sconfiggere il clan Kōno nel 1545 durante la battaglia di Kōchi.
I Kira fornirono numerosi soldati e generali ai Chōsokabe. Kira Ietoyo e Kira Kagetsugu prestarono servizio nell'esercito Chōsokabe sotto la guida di Chōsokabe Sanefusa nel 1547. Fedeli servitori fino alla conquista di Shikoku da parte dei Toyotomi, dove il clan Kira perse molti suoi esponenti che affrontarono l'invasione con coraggio.
Kira Chikazane, ultimo leader del clan, commise seppuku nel 1588.

### Membri importanti
- Kira Chikasada (吉良親貞?, 1541 - 1576)
- Kira Chikazane (吉良親実?, 1563 - 1588)